# Eutrichosiphum izas
Eutrichosiphum izas är en insektsart. Eutrichosiphum izas ingår i släktet Eutrichosiphum och familjen långrörsbladlöss. Inga underarter finns listade i Catalogue of Life.